# Oceanisch kampioenschap voetbal 2012
Het Oceanisch kampioenschap voetbal 2012 was de negende editie van het Oceanisch kampioenschap voetbal georganiseerd door de Oceania Football Confederation (OFC). Het toernooi werd gehouden van 1 tot en met 10 juni 2012 op de Salomonseilanden.
Tahiti won het toernooi voor de eerste keer. Het was voor het eerst dat de traditionele grootmachten Australië en Nieuw-Zeeland niet wonnen. Overigens doet Australië sinds de overstap naar de Aziatische voetbalbond in 2006 niet meer mee. De winnaar plaatste zich voor de FIFA Confederations Cup 2013 in Brazilië.

Het toernooi deed tevens dienst als tweede ronde van de WK-kwalificatie 2014 van de OFC. De vier halvefinalisten gingen door naar de derde ronde.

## Gekwalificeerde landen
| Team                | Kwalificatie         | Aantal deelnamen in de OFC Nations Cup | Beste resultaat                 |
| ------------------- | -------------------- | -------------------------------------- | ------------------------------- |
| Salomonseilanden    | gastheer             | 6e                                     | tweede (2004)                   |
| Fiji                | automatisch          | 7e                                     | 3e plaats (1998 & 2008)         |
| Nieuw-Zeeland       | automatisch          | 9e                                     | winnaar (1973,1998,2002,2008)   |
| Nieuw-Caledonië     | automatisch          | 5e                                     | tweede (2008)                   |
| Vanuatu             | automatisch          | 8e                                     | 4e plaats (1973,2000,2002,2008) |
| Tahiti              | automatisch          | 8e                                     | tweede (1973, (1980 & (1996)    |
| Papoea-Nieuw-Guinea | automatisch          | 3e                                     | 1e ronde (1980,2002)            |
| Samoa               | winnaar eerste ronde | 1e                                     | geen (debuut)                   |

## Stadion
| Honiara            | · Honiara |
| ------------------ | --------- |
| Lawson Tamastadion | · Honiara |
| Capaciteit: 25.000 | · Honiara |
|                    | · Honiara |

## Potindeling
| Pot 1 (#1 t/m 4)                           | Pot 2 (#5 t/m 7 + winnaar 1e ronde)               |
| ------------------------------------------ | ------------------------------------------------- |
| Nieuw-Zeeland Fiji Nieuw-Caledonië Vanuatu | Salomonseilanden Tahiti Papoea-Nieuw-Guinea Samoa |

## Groepsfase
De nummers 1 en 2 van beide groepen plaatsen zich voor de halve finales.

### Groep A
| Team            | Wed. | W | G | V | DV | DT | DS  | Pnt |
| --------------- | ---- | - | - | - | -- | -- | --- | --- |
| Tahiti          | 3    | 3 | 0 | 0 | 18 | 5  | +13 | 9   |
| Nieuw-Caledonië | 3    | 2 | 0 | 1 | 17 | 6  | +11 | 6   |
| Vanuatu         | 3    | 1 | 0 | 2 | 8  | 9  | –1  | 3   |
| Samoa           | 3    | 0 | 0 | 3 | 1  | 24 | –23 | 0   |

|                                             |          |        |                                                                                           |                                                                              |
| 1 juni 2012 «onderlinge duels» 12:00 UTC+11 | Samoa    | 1 – 10 | Tahiti                                                                                    | Lawson Tamastadion, Honiara Toeschouwers: 3.000 Scheidsrechter: Gerald Oiaka |
| 1 juni 2012 «onderlinge duels» 12:00 UTC+11 | Malo 70' |        | 7', 83', 84', 86' L. Tehau 17', 78' J. Tehau 19', 40' A. Tehau 54' T. Tehau 60' Chong Hue | Lawson Tamastadion, Honiara Toeschouwers: 3.000 Scheidsrechter: Gerald Oiaka |

|                                             |                        |       |                                                  |                                                                               |
| 1 juni 2012 «onderlinge duels» 15:00 UTC+11 | Vanuatu                | 2 – 5 | Nieuw-Caledonië                                  | Lawson Tamastadion, Honiara Toeschouwers: 5.000 Scheidsrechter: Peter O'Leary |
| 1 juni 2012 «onderlinge duels» 15:00 UTC+11 | Tasso 52' Naprapol 61' |       | 32', 58', 76' Kaï 66' Gope-Fenepej 87' R. Kayara | Lawson Tamastadion, Honiara Toeschouwers: 5.000 Scheidsrechter: Peter O'Leary |

|                                             |                                                           |       |       |                                                                            |
| 3 juni 2012 «onderlinge duels» 12:00 UTC+11 | Vanuatu                                                   | 5 – 0 | Samoa | Lawson Tamastadion, Honiara Toeschouwers: 2.200 Scheidsrechter: John Saohu |
| 3 juni 2012 «onderlinge duels» 12:00 UTC+11 | Naprapol 26' Kaltack 45+1' Malas 46' Tasso 74' Vava 90+3' |       |       | Lawson Tamastadion, Honiara Toeschouwers: 2.200 Scheidsrechter: John Saohu |

|                                             |                                                        |       |                              |                                                                            |
| 3 juni 2012 «onderlinge duels» 15:00 UTC+11 | Tahiti                                                 | 4 – 3 | Nieuw-Caledonië              | Lawson Tamastadion, Honiara Toeschouwers: 6.000 Scheidsrechter: Chris Kerr |
| 3 juni 2012 «onderlinge duels» 15:00 UTC+11 | A. Tehau 19' Vallar 29' (pen.) L. Tehau 32' Degage 84' |       | 74' Bako 80' Haeko 86' Kauma | Lawson Tamastadion, Honiara Toeschouwers: 6.000 Scheidsrechter: Chris Kerr |

|                                             |                                                                                        |       |       |                                                                              |
| 5 juni 2012 «onderlinge duels» 12:00 UTC+11 | Nieuw-Caledonië                                                                        | 9 – 0 | Samoa | Lawson Tamastadion, Honiara Toeschouwers: 1.000 Scheidsrechter: Gerald Oiaka |
| 5 juni 2012 «onderlinge duels» 12:00 UTC+11 | R. Kayara 10' Haeko 11', 45+1', 71', 89', 90+1' Kabeu 22' Ixoée 25' (pen.) Gnipate 44' |       |       | Lawson Tamastadion, Honiara Toeschouwers: 1.000 Scheidsrechter: Gerald Oiaka |

|                                             |                                                          |       |             |                                                                               |
| 5 juni 2012 «onderlinge duels» 15:00 UTC+11 | Tahiti                                                   | 4 – 1 | Vanuatu     | Lawson Tamastadion, Honiara Toeschouwers: 1.000 Scheidsrechter: Peter O'Leary |
| 5 juni 2012 «onderlinge duels» 15:00 UTC+11 | Vallar 14' (pen.) J. Tehau 37' A. Tehau 57' T. Tehau 86' |       | 90+5' Tasso | Lawson Tamastadion, Honiara Toeschouwers: 1.000 Scheidsrechter: Peter O'Leary |

### Groep B
| Team                | Wed. | W | G | V | DV | DT | DS | Pnt |
| ------------------- | ---- | - | - | - | -- | -- | -- | --- |
| Nieuw-Zeeland       | 3    | 2 | 1 | 0 | 4  | 2  | +2 | 7   |
| Salomonseilanden    | 3    | 1 | 2 | 0 | 2  | 1  | +1 | 5   |
| Fiji                | 3    | 0 | 2 | 1 | 1  | 2  | –1 | 2   |
| Papoea-Nieuw-Guinea | 3    | 0 | 1 | 2 | 2  | 4  | –2 | 1   |

|                                             |      |          |               |                                                                                          |
| 2 juni 2012 «onderlinge duels» 12:00 UTC+11 | Fiji | 0 – 1    | Nieuw-Zeeland | Lawson Tamastadion, Honiara Toeschouwers: 15.000 Scheidsrechter: Isidore Assiene-Ambassa |
| 2 juni 2012 «onderlinge duels» 12:00 UTC+11 |      | 8' Smith |               | Lawson Tamastadion, Honiara Toeschouwers: 15.000 Scheidsrechter: Isidore Assiene-Ambassa |

|                                             |                  |       |                     |                                                                                 |
| 2 juni 2012 «onderlinge duels» 15:00 UTC+11 | Salomonseilanden | 1 – 0 | Papoea-Nieuw-Guinea | Lawson Tamastadion, Honiara Toeschouwers: 15.000 Scheidsrechter: Norbert Hauata |
| 2 juni 2012 «onderlinge duels» 15:00 UTC+11 | Totori 5'        |       |                     | Lawson Tamastadion, Honiara Toeschouwers: 15.000 Scheidsrechter: Norbert Hauata |

|                                             |                     |       |                    |                                                                              |
| 4 juni 2012 «onderlinge duels» 12:00 UTC+11 | Papoea-Nieuw-Guinea | 1 – 2 | Nieuw-Zeeland      | Lawson Tamastadion, Honiara Toeschouwers: 3.000 Scheidsrechter: Bruce George |
| 4 juni 2012 «onderlinge duels» 12:00 UTC+11 | Hans 89' (pen.)     |       | 2' Smeltz 52' Wood | Lawson Tamastadion, Honiara Toeschouwers: 3.000 Scheidsrechter: Bruce George |

|                                             |      |       |                  |                                                                                |
| 4 juni 2012 «onderlinge duels» 15:00 UTC+11 | Fiji | 0 – 0 | Salomonseilanden | Lawson Tamastadion, Honiara Toeschouwers: 12.000 Scheidsrechter: Kader Zitouni |
| 4 juni 2012 «onderlinge duels» 15:00 UTC+11 |      |       |                  | Lawson Tamastadion, Honiara Toeschouwers: 12.000 Scheidsrechter: Kader Zitouni |

|                                             |                     |       |              |                                                                               |
| 6 juni 2012 «onderlinge duels» 12:00 UTC+11 | Papoea-Nieuw-Guinea | 1 – 1 | Fiji         | Lawson Tamastadion, Honiara Toeschouwers: 3.000 Scheidsrechter: Kader Zitouni |
| 6 juni 2012 «onderlinge duels» 12:00 UTC+11 | Jack 85'            |       | 13' Dunadamu | Lawson Tamastadion, Honiara Toeschouwers: 3.000 Scheidsrechter: Kader Zitouni |

|                                             |               |       |                  |                                                                                 |
| 6 juni 2012 «onderlinge duels» 15:00 UTC+11 | Nieuw-Zeeland | 1 – 1 | Salomonseilanden | Lawson Tamastadion, Honiara Toeschouwers: 18.000 Scheidsrechter: Norbert Hauata |
| 6 juni 2012 «onderlinge duels» 15:00 UTC+11 | Wood 13'      |       | 56' Totori       | Lawson Tamastadion, Honiara Toeschouwers: 18.000 Scheidsrechter: Norbert Hauata |

## Knock-outfase
|  | halve finale     | halve finale     |   |                   | finale            | finale |
|  |                  |                  |   |                   |                   |        |
|  | 8 juni – Honiara |                  |   |                   |                   |        |
|  | Tahiti           | 1                |   |                   |                   |        |
|  | Salomonseilanden | 0                |   |                   |                   |        |
|  |                  |                  |   |                   |                   |        |
|  |                  |                  |   |                   | 10 juni – Honiara |        |
|  |                  |                  |   |                   | Tahiti            | 1      |
|  |                  | Nieuw-Caledonië  | 0 |                   |                   |        |
|  |                  |                  |   |                   |                   |        |
|  |                  |                  |   |                   | derde plaats      |        |
|  | 8 juni – Honiara | 8 juni – Honiara |   | 10 juni – Honiara | 10 juni – Honiara |        |
|  | Nieuw-Zeeland    | 0                |   | Salomonseilanden  | 3                 |        |
|  | Nieuw-Caledonië  | 2                |   |                   | Nieuw-Zeeland     | 4      |

### Halve finales
|                                             |              |       |                  |                                                                                |
| 8 juni 2012 «onderlinge duels» 11:00 UTC+11 | Tahiti       | 1 – 0 | Salomonseilanden | Lawson Tamastadion, Honiara Toeschouwers: 15.000 Scheidsrechter: Peter O'Leary |
| 8 juni 2012 «onderlinge duels» 11:00 UTC+11 | J. Tehau 15' |       |                  | Lawson Tamastadion, Honiara Toeschouwers: 15.000 Scheidsrechter: Peter O'Leary |

|                                             |               |                            |                 |                                                                                |
| 8 juni 2012 «onderlinge duels» 11:00 UTC+11 | Nieuw-Zeeland | 0 – 2                      | Nieuw-Caledonië | Lawson Tamastadion, Honiara Toeschouwers: 8.000 Scheidsrechter: Norbert Hauata |
| 8 juni 2012 «onderlinge duels» 11:00 UTC+11 |               | 60' Kaï 90+2' Gope-Fenepej |                 | Lawson Tamastadion, Honiara Toeschouwers: 8.000 Scheidsrechter: Norbert Hauata |

### Troostfinale
|                                              |                            |       |                               |                                                           |
| 10 juni 2012 «onderlinge duels» 11:00 UTC+11 | Salomonseilanden           | 3 – 4 | Nieuw-Zeeland                 | Lawson Tamastadion, Honiara Scheidsrechter: Kader Zitouni |
| 10 juni 2012 «onderlinge duels» 11:00 UTC+11 | Teleda 48' Totori 54', 88' |       | 11', 25', 30' Wood 90' Smeltz | Lawson Tamastadion, Honiara Scheidsrechter: Kader Zitouni |

### Finale
|                                              |           |       |                 |                                                                                 |
| 10 juni 2012 «onderlinge duels» 15:00 UTC+11 | Tahiti    | 1 – 0 | Nieuw-Caledonië | Lawson Tamastadion, Honiara Toeschouwers: 15.000 Scheidsrechter: Peter O' Leary |
| 10 juni 2012 «onderlinge duels» 15:00 UTC+11 | Chong 11' |       |                 | Lawson Tamastadion, Honiara Toeschouwers: 15.000 Scheidsrechter: Peter O' Leary |

| 2012 OFC Nations Cup |
| -------------------- |
|                      |
| TAHITI Eerste titel  |

## Doelpuntenmakers
6 doelpunten
- Jacques Haeko

5 doelpunten
- Chris Wood
- Lorenzo Tehau

4 doelputnen
- Bertrand Kaï
- Benjamin Totori
- Alvin Tehau
- Jonathan Tehau

3 doelpunten
- Robert Tasso

2 doelpunten
- Georges Gope-Fenepej
- Roy Kayara
- Shane Smeltz

- Steevy Chong Hue
- Teaonui Tehau

- Nicolas Vallar
- Jean Nako Naprapol

1 doelpunt
- Maciu Dunadamu
- Marius Bako
- Kalaje Gnipate
- Judikael Ixoée
- Iamel Kabeu

- Dick Kauma
- Tommy Smith
- Niel Hans
- Kema Jack
- Silao Malo

- Himson Teleda
- Roihau Degage
- Brian Kaltack
- Derek Malas
- Freddy Vava

1973 · 1980 · 1996 · 1998 · 2000 · 2002 · 2004 · 2008 · 2012 · 2016 · 2020 · 2024